# 熊澤貞夫
熊澤 貞夫（くまざわ さだお、1898年1月3日 - 1986年1月8日）は、日本の経営者。神奈川県出身。

## 経歴
1920年に東京高等商業学校本科を卒業し、同年に王子製紙に入社。
1946年11月に取締役に就任し、1950年1月に常務、1952年11月に専務、1958年2月に副社長を経て、1967年4月に社長に就任した。1968年11月から相談役を務めた。
1986年1月8日心不全のために死去。88歳没。